# Krško
Krško (på tyska Gurkfeld) är en liten stad med 6 866 invånare (2002) i sydöstra Slovenien och centralort i kommunen Občina Krško med 27 586 invånare i den historiska regionen Dolenjska (Unterkrain). Orten ligger cirka 70 km öster om Sloveniens huvudstad Ljubljana och 40 km nordväst om Kroatiens huvudstad Zagreb, där floden Savas dalgång vidgar sig till en slätt. I perioden mellan år 1953 och 1964 hette staden Videm–Krško. 

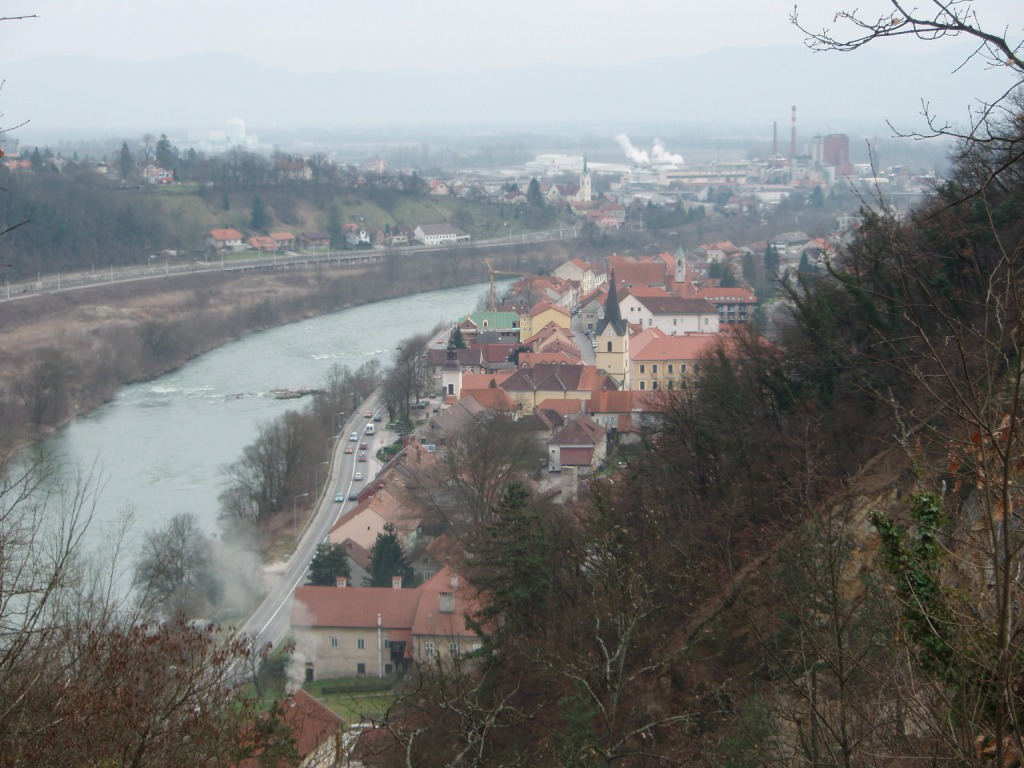
Krško med pappersbruket i bakgrunden

Den historiska stadskärnan har kyrkor tillägnade Johannes och den Helige Ande, ett munkkloster tillhörande Kapucinorden och ett medeltida slott som på 1400-talet utökades av den österrikiske hertigen Friedrich IV. 
Utanför Krško ligger pappersbruket och tidigare cellulosafabriken  Vipap Krško.
Orten är idag främst känd för sitt kärnkraftverk, som startades 1981 och drivs gemensamt av Slovenien och grannlandet Kroatien.
Den 4 juni 2008 strax före 19-tiden inträffade ett läckage av kylvatten internt i kärnkraftverket. Det stängdes och en varning gick ut enligt EU-direktivet ECURIE. Svenska Statens Strålskyddsinstitut menade dock att inga särskilda åtgärder behövs för befolkningen.

## Sport
- NK Krško